# Marwa Amri
Marwa Amri (sinh ngày 8 tháng 1 năm 1989) là một đô vật tự do người Tunisia. Cô sinh ra ở Tunis. Cô đại diện cho Tunisia trong cuộc thi tự do hạng nhẹ của phụ nữ tại Thế vận hội Mùa hè 2008, 2012 và 2016. Cô là người phụ nữ đầu tiên từ châu Phi giành huy chương Olympic môn đấu vật.

## Sự nghiệp
Tại Thế vận hội 2008 hạng 55 kg, cô thua ở vòng đầu trước Jackeline Rentería.
Tại Thế vận hội 2012 hạng 55 kg, cô đã đánh bại Um Ji-Eun ở vòng loại và bị loại bởi Sofia Mattsson trong trận chung kết vòng 1/8.
Cô đã tiến bộ một lần nữa tại Thế vận hội 2016, vào năm 58   loại kg. Mặc dù cô đã thua Kaori Icho trong vòng đầu tiên, cô đã được đưa vào thi đấu lại vì Icho lọt vào trận chung kết. Trong phần thi lại, cô đã đánh bại Elif Jale Yeşilırmak, và sau đó là Yuliya Ratkevich trong trận tranh huy chương đồng của cô.

## Cuộc sống cá nhân
Cô là con lớn nhất trong bốn đứa trẻ. Cha cô mất khi cô chín tuổi. Cô ấy đã vật lộn khi cô ấy 11 tuổi. Mặc dù một trong những em gái của cô cũng tham gia môn thể thao này, cô đã nhanh chóng bỏ việc.
Mặc dù thiếu kinh phí, cơ sở vật chất và các đối tác đào tạo nữ, Amri vẫn kiên trì, tham dự giải vô địch thế giới và châu Phi thông qua tài trợ của chính phủ.
Cô có bằng về Giáo dục thể chất.